# 86丁目駅 (IRTブロードウェイ-7番街線)
86丁目駅（86ちょうめえき、英語: 86th Street）は、ニューヨーク市地下鉄IRTブロードウェイ-7番街線の駅である。マンハッタン区アッパー・ウェスト・サイドのブロードウェイと西86丁目の交差点に位置し、1系統が終日、2系統が深夜のみ停車する。

## 駅構造
| G                  | 地上階                         | 出入口 |
| P プラットホーム階 | 相対式ホーム、右側のドアが開く | 相対式ホーム、右側のドアが開く                                                                                  |
| P プラットホーム階 | 北行緩行線                     | ← ヴァン・コートラント・パーク-242丁目駅行き（96丁目駅） ← 深夜帯：ウェイクフィールド-241丁目駅行き（96丁目駅） |
| P プラットホーム階 | 北行急行線                     | ← 通過 |
| P プラットホーム階 | 南行急行線                     | → 通過 → |
| P プラットホーム階 | 南行緩行線                     | → サウス・フェリー駅行き（79丁目駅）→ 深夜帯：ブルックリン・カレッジ駅行き（79丁目駅）→                         |
| P プラットホーム階 | 相対式ホーム、右側のドアが開く | |

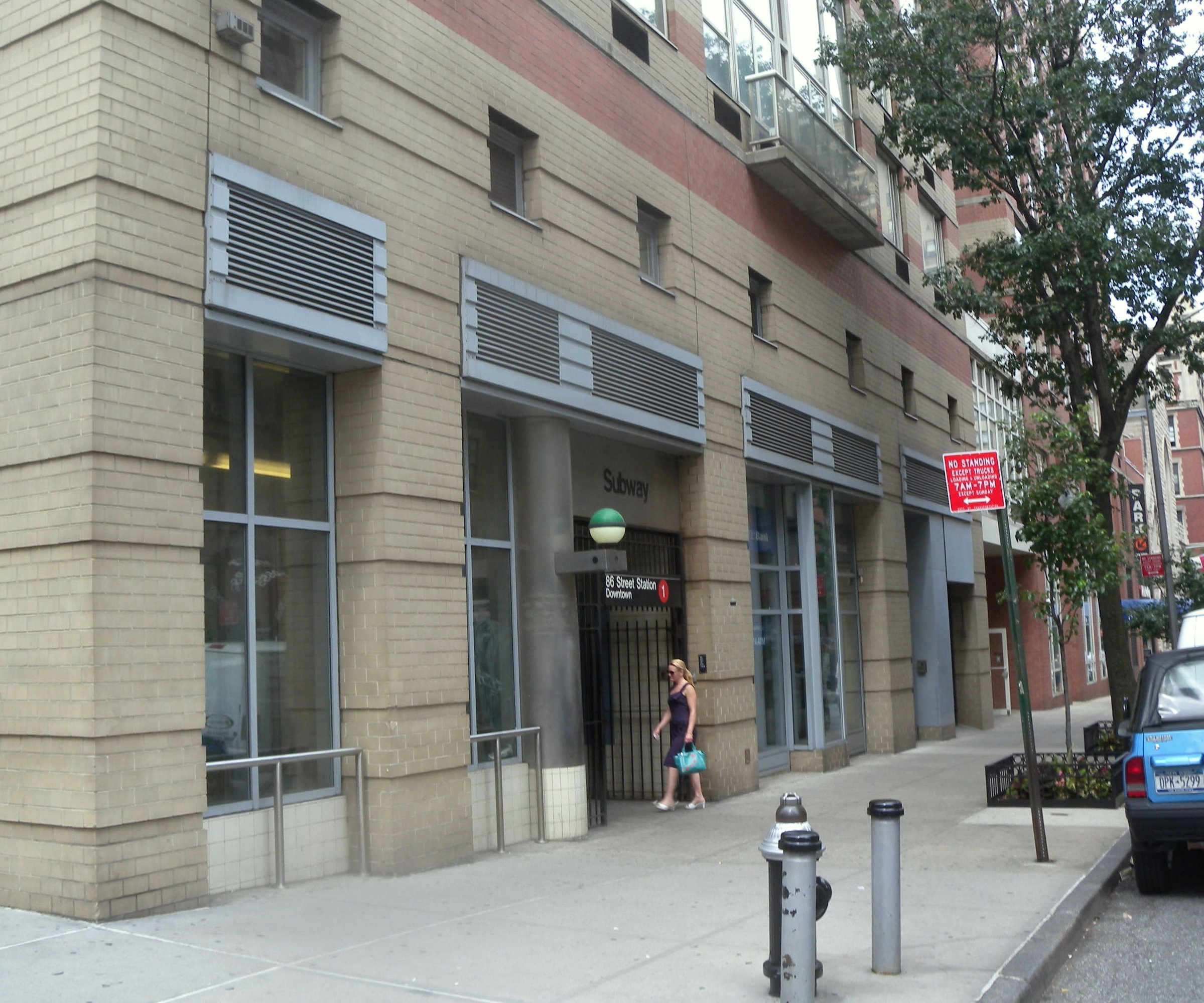
西86丁目の南行ホームへの階段

駅は1904年10月27日、マンハッタン本線（現在のIRTレキシントン・アベニュー線とIRTブロードウェイ-7番街線）のシティ・ホール駅 - 145丁目駅間が開通した際に開業した。相対式ホーム2面と緩行線2線・急行線2線を有した2面4線の地下駅で、中央の急行線は深夜帯以外に2系統が、終日3系統が通過している。駅は1980年代に改装工事が行われたが開業当初のタイルワークが残されている。駅には1989年にNitza Tufiñoにより製作されたアートワーク『Westside Views』が飾られている。

### 出口
駅の改札口はホーム上にあり、南北ホーム中央にそれぞれ独立して存在しているが、ホーム間連絡通路はない。南行ホーム側改札口には回転式改札機ときっぷ売り場、ブロードウェイと西86丁目の交差点北西・南西への階段が1つずつある。北行ホーム側改札口には回転式改札機とブロードウェイと西86丁目の交差点北東・南東への階段が1つずつある。なお、北行ホーム側改札口にもきっぷ売り場が存在するが現在は終日閉鎖されている。
また、南行ホームには北端にも改札口があり、回転式改札機3機とラッシュ時のみ有人となるきっぷ売り場、ブロードウェイと西87丁目の交差点南西の246 西87丁目内の東屋への階段がある。

## 画像

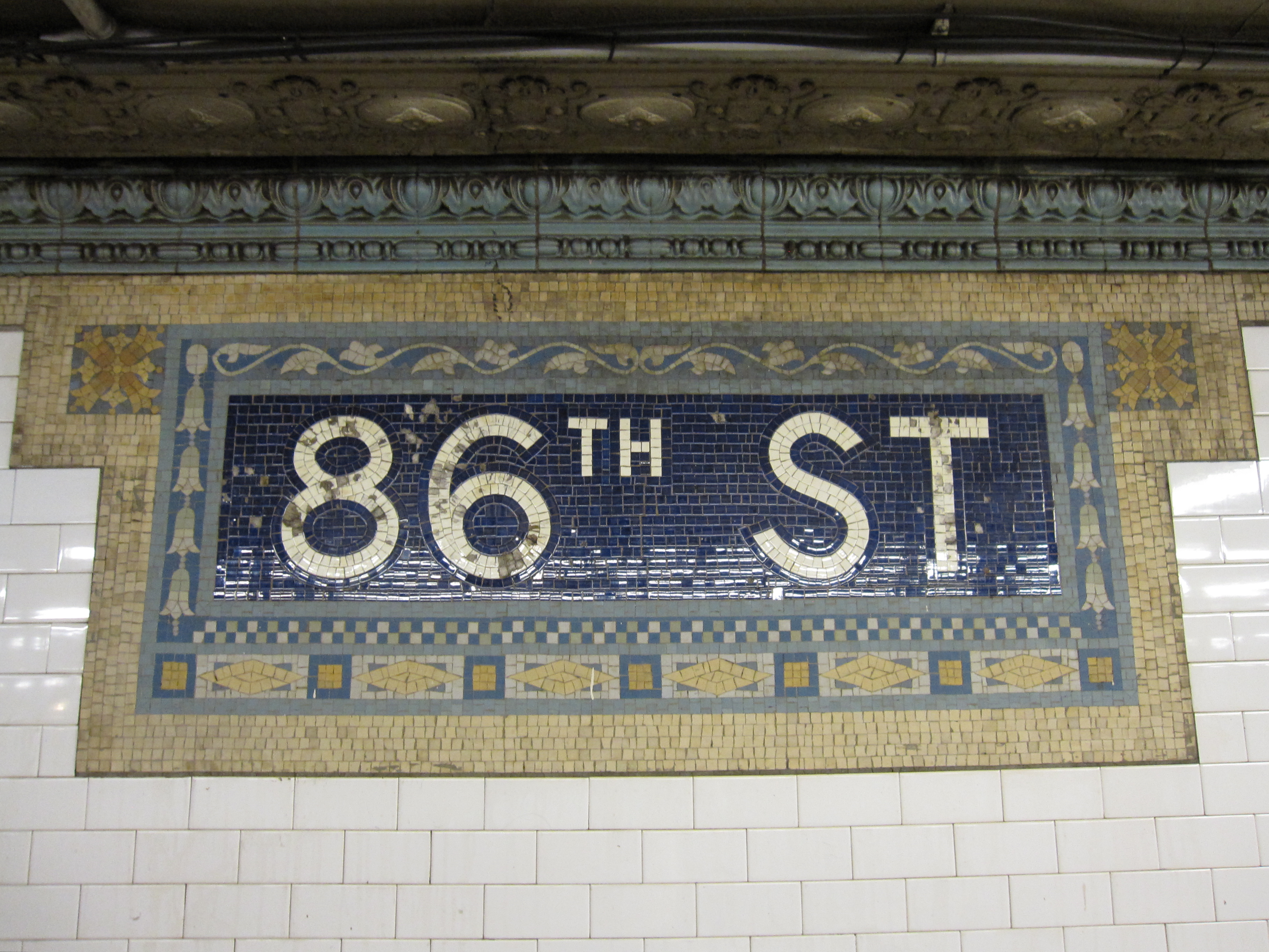
駅名標
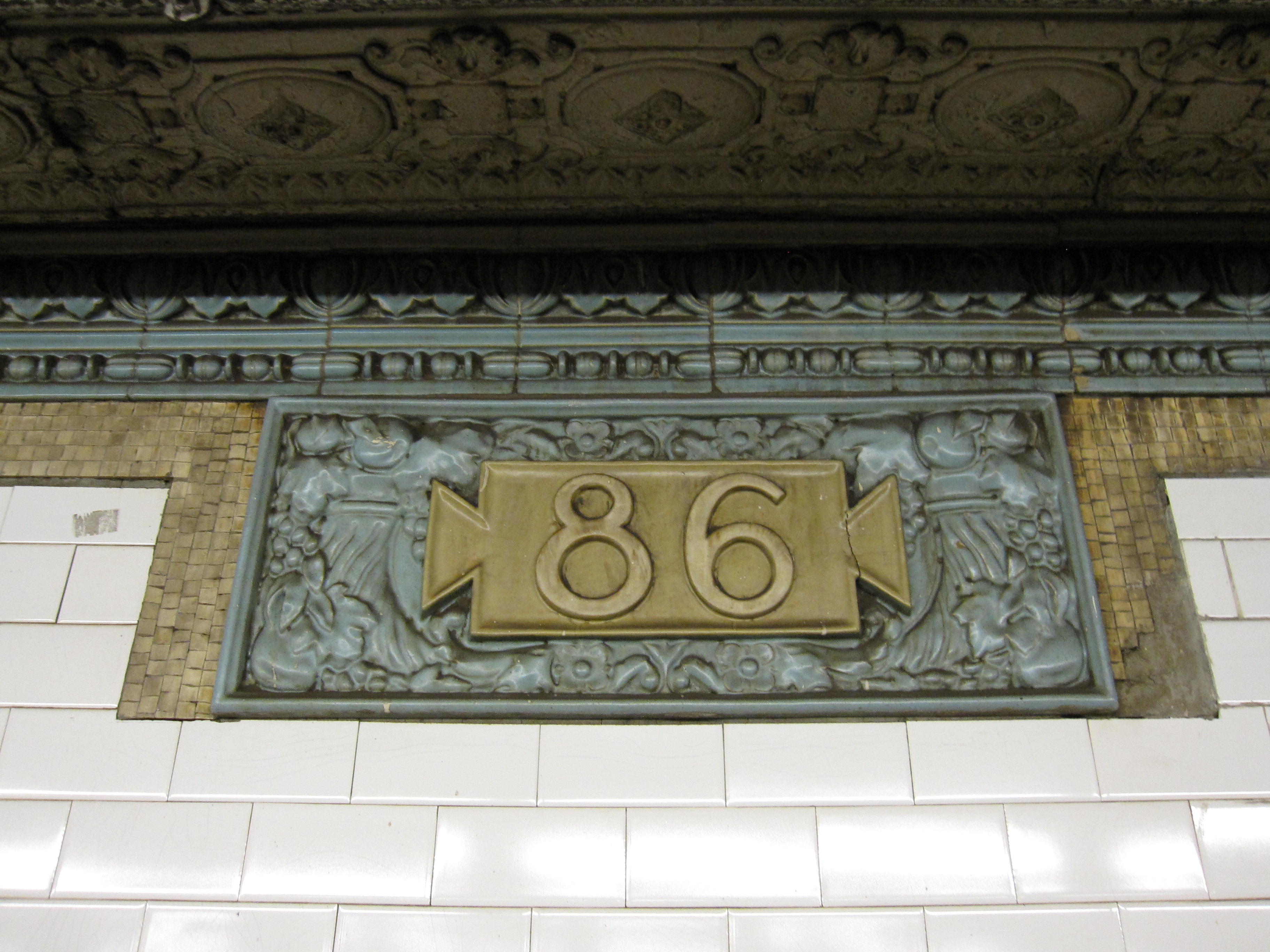
"86"と描かれたオリジナルカルトゥーシュ
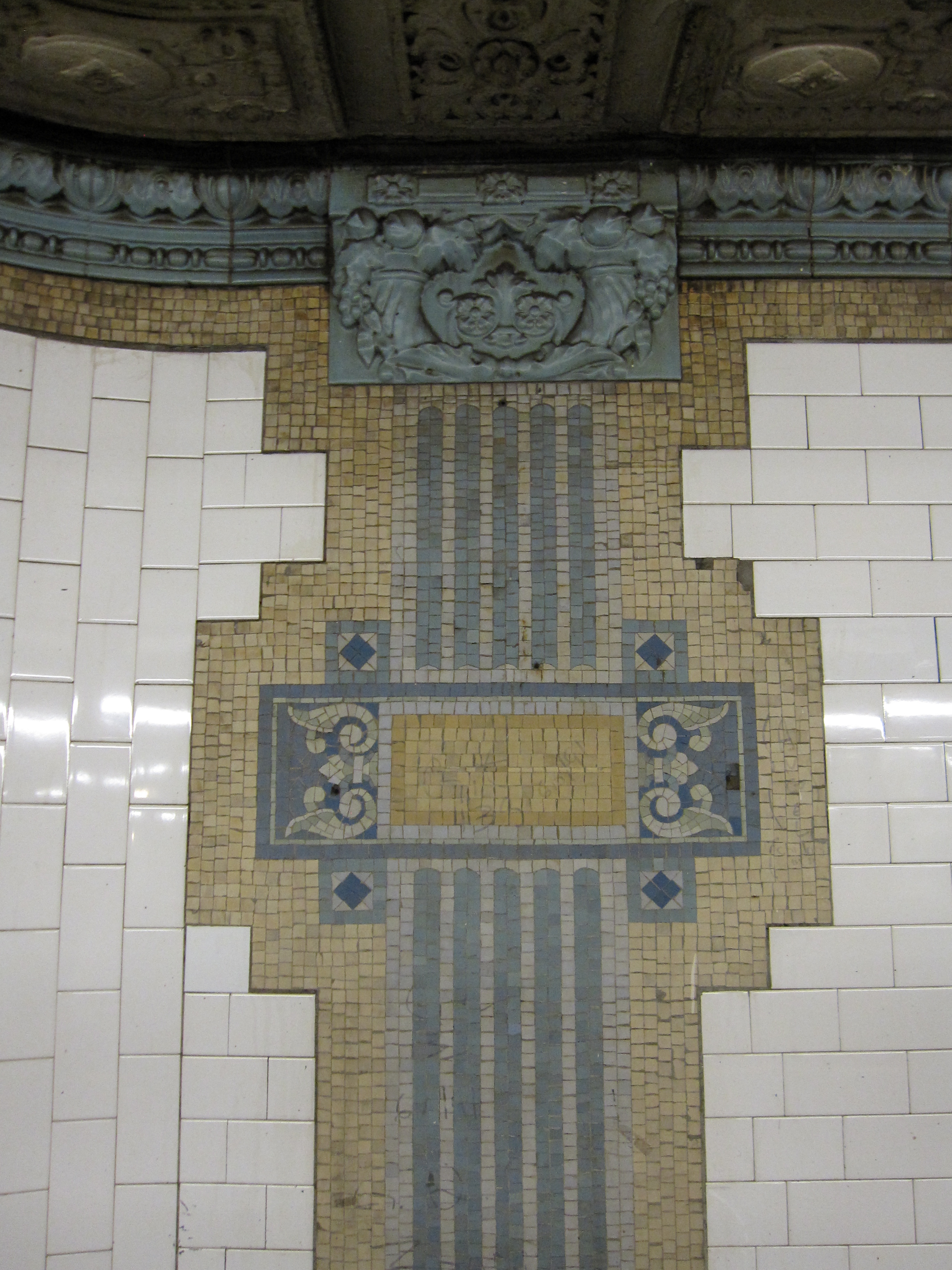
カルトゥーシュとモザイク
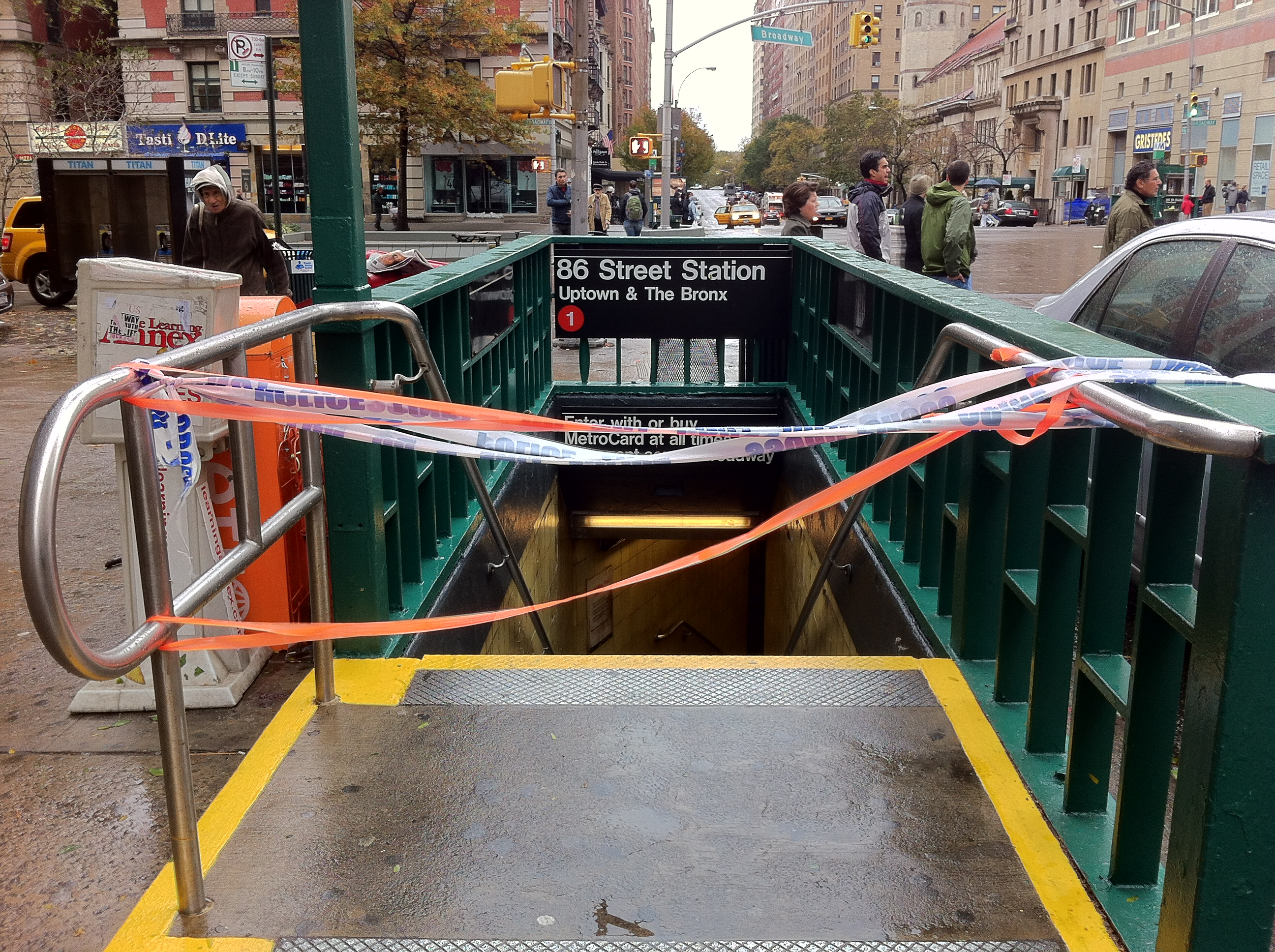
2012年、ハリケーン・サンディの襲来に伴い閉鎖された交差点南西の階段